# Comté de Collingsworth
Pour les articles homonymes, voir Collinsworth.
Le comté de Collingsworth, en anglais : Collingsworth County, est un comté situé dans le nord de l'État du Texas aux États-Unis. Fondé le 19 novembre 1876, le siège de comté est la ville de Wellington. Selon le recensement des États-Unis de 2020, sa population est de 2 652 habitants. Le comté a une superficie de 2 380 km2, dont 2 378 km2 de surfaces terrestres. Il est baptisé en référence à James Collinsworth.

## Organisation du comté
Le comté est fondé le 19 novembre 1876, à partir des terres de l'ancien comté de Wegefarth. Après plusieurs réorganisations, il est définitivement organisé, c'est-à-dire autonome, le 30 septembre 1890.
Le comté est baptisé en référence à James Collinsworth, sénateur américain du Texas,.

## Géographie
Le comté de Collingsworth est situé dans l'est du Texas Panhandle, aux États-Unis,. Il est bordé à l'est par l’État de l'Oklahoma.
Il a une superficie totale de 2 380 km2, composée de 2 378 km2 de terres et de 2 km2 de zones aquatiques.
Le terrain du comté est tel qu'environ la moitié de sa superficie ne convient pas à l'agriculture. Par conséquent, l'élevage en ranch reste fort dans le comté. Les sols sablonneux et limoneux du comté abritent une variété d'herbes indigènes ainsi que du coton, du blé et du sorgho. L'altitude varie de 549 m à 792 m. La température moyenne est de 37,2 °C en juillet et de - 3,3 °C en janvier. Les précipitations annuelles moyennes sont de 558,8 mm.

## Comtés adjacents
| Comté de Gray   | Comté de Wheeler       | Comté de Beckham |
| Comté de Donley | comté de Collingsworth |                  |
| Comté de Hall   |                        | Comté de Harmon  |

## Démographie
Lors du recensement de 2010, le comté comptait une population de 3 057 habitants. Elle est estimée, en 2017, à 2 987 habitants,.
| Groupes           | Comté de Collingsworth | Texas | États-Unis |
| ----------------- | ---------------------- | ----- | ---------- |
| Blancs            | 76,5                   | 70,4  | 72,4       |
| Autres            | 13,3                   | 10,6  | 6,4        |
| Afro-Américains   | 4,4                    | 11,9  | 12,6       |
| Métis             | 4,1                    | 2,5   | 2,7        |
| Amérindiens       | 1,7                    | 0,7   | 0,9        |
| Asiatiques        | 0,1                    | 3,8   | 4,8        |
| Total             | 100                    | 100   | 100        |
|                   |                        |       |            |
| Latino-Américains | 30,0                   | 37,6  | 16,7       |

Pyramide des âges du comté de Collingsworth (2000).

Selon l'American Community Survey, pour la période 2011-2015, 73,11 % de la population âgée de plus de 5 ans déclare parler anglais à la maison, alors que 25,51 % déclare parler l’espagnol, 0,50 % l'arabe et 0,89 % une autre langue.